# Cantón de Wasselonne
El cantón de Wasselonne era una división administrativa francesa, que estaba situada en el departamento de Bajo Rin y la región de Alsacia.

## Composición
El cantón estaba formado por diecisiete comunas:
- Balbronn
- Bergbieten
- Cosswiller
- Dahlenheim
- Dangolsheim
- Flexbourg
- Kirchheim
- Marlenheim
- Nordheim
- Odratzheim
- Romanswiller
- Scharrachbergheim-Irmstett
- Traenheim
- Wangen
- Wangenbourg-Engenthal
- Wasselonne
- Westhoffen

## Supresión del cantón de Wasselonne
En aplicación del Decreto nº 2014-185 de 18 de febrero de 2014, el cantón de Wasselonne fue suprimido el 22 de marzo de 2015 y sus 17 comunas pasaron a formar parte; diez del nuevo cantón de Molsheim y siete del nuevo cantón de Saverne.